# クラスアクション
クラスアクション（英: Class action）とは、米国法などにみられる一人または数人の代表者が共通の利害を有する一定範囲の人々すべてのために原告または被告となる訴訟形態。集合代表訴訟などと訳されることもある。

## 概要
集団訴訟のうち、ある商品の被害者など共通の法的利害関係を有する地位（クラス）に属する者の一部が、クラスの他の構成員の事前の同意を得ることなく、そのクラス全体を代表して訴えを起こすことを許す訴訟形態である。原告は、自身以外のクラス全員の請求権の合計額を訴求できる。既判力などの判決の効力は、訴訟行為をしなかった者も含めて同じクラスに属する者全体に当然に及ぶ。クラスに属する者が裁判の結果に拘束されないためには、訴え提起の通知を受けた時に自ら除外を申し出ておく必要がある。アメリカ合衆国など英米法圏に立法例が見られる。
他の集団訴訟に比べてのメリットとしては、被害者全員の意見集約や個別的な同意取り付けといった事前準備が不要となり、迅速な訴訟提起が図れることである。また、勝訴できた場合には、訴訟手続きに積極的に関与しなかったクラス構成員までも、賠償金など有利な判決効を受けることができる。被告側としても紛争の一回的な解決が図れる。ただ、被告は膨大な賠償額を支払うことになるので、事業者は消費者が提訴を放棄する条項を約款に書いておくことが多い。この点、約款で放棄させることの妥当性はAT&T事件で争われた。原審は、クラスアクションの放棄条項はカリフォルニア州法の下で“非良心的”であり、よって効力を有さないと判示していた。この判断を連邦最高裁は、連邦仲裁法2条を根拠に覆した。しかし、9人の判事の意見が5対4という僅差であった。
デメリットとしては、除外を申し出ない限りクラス全員が勝敗に関わらず裁判結果に拘束されるため、個々の損害については十分吟味されず、妥当な手続保障がされない恐れがあることである。特に、判決ではなく和解によって解決する場合には、和解金額を吊り上げるために原告の事情を考慮せず交渉をむやみに引き延ばしたり、逆に取れそうな和解金額が一旦判明するとそれ以上の追及を取りやめるなど訴訟当事者（弁護士）同士の馴れ合いがされる虞れがあり、また、裁判の効力が国外の「同じクラス」にまで及ぶ場合には事実上は訴訟関与できない問題もある。アメリカでのクラスアクションの場合、裁判について原告以外のクラス構成員が気付かない事も多く、獲得した賠償金の小切手が突然に送られてきたという実例は珍しくない。Google ブックスを巡って全米作家協会などがクラスアクションを利用して訴訟を提起した際にも、その和解の効力が全世界の著作権者に及ぶことが問題となった。勝訴して得られた賠償金の分配を適正に行う方法があるのかも問題視される。
典型的には、欠陥のある日用品、内容物記載が事実と違う食品、効能に誤解を招く市販薬、適用範囲が約款と違った健康保険、実現されていない機能を宣伝したコンピュータプログラム、クーリングオフなどの諸権利の説明を受けずに物品を購入した消費者が製造・販売した会社を訴える。数人から数十人の「クラス代表（class representatives）」が実際に法廷で証言などをするが、同じ商品を購入した数百人から時には数十万人の「クラス構成員（class members）」は当該商品の購入者台帳や広告などで集められる。一般クラス構成員は郵便などで通知され、そのままクラス構成員に留まる、クラスを脱退する、クラスに異議を表明するなどを期日までに選択・回答する。一般クラス構成員は法廷で証言するなどの積極行動は不要だが、一旦クラスとその構成員が裁判所により認証されクラスアクションが終結すると、自ら陳述などをすることなくその決定に拘束され、同一案件で自分で裁判を起こすことはできなくなる。多くの場合、訴えられた被告企業は不正があったことを認めないものの、裁判の長期化によるブランドイメージ低下や裁判費用（弁護士費用）の果てしない増大や社内リソースの消費、更には陪審評決による思わぬ展開などを嫌って和解に持ち込み、「騒がせた代償」としていくばくかの金員、サービスの延長・便宜などに充てる和解金を支払って終結する。クラス代表には、出廷などの負担・貢献を考慮して、裁判所が割増しの和解金支払いを認めることも認めないこともある。和解金額は、実際の損害程度が消費者が「気にも留めない」ような事案の場合、実際の損害に拘わらずクラス厚生委員一人一件当たり一律5～数十ドルと小額だが、通常原告クラス側弁護士は和解金総額の20～30％を報酬として裁判所から認められるので、クラス構成員が10万人単位の訴訟の場合、その弁護士料は数百万ドルにもなり、原告クラス側弁護士にとってはおいしい案件になる。例えば、2018年11月に北カリフォルニアで発生した山火事では、地域電力会社の設備の不具合が火事の発生源だとして、火事が消し止められる以前にクラスアクションが提訴された。クラスアクションはアメリカ合衆国に在住する消費者にとって身近な存在であり、量販小売店の顧客名簿からの個人情報漏れ、自動車の欠陥部品や不正燃費表示など、各家庭が毎年1～2件の何らかのクラスアクションのクラス構成員になることも珍しくない。クラスアクションの和解金管理を行う専門業者も存在し、裁判所の許可を得て和解金集金や配当などの実務作業を行う。

## 米国法
アメリカ合衆国のクラスアクションの制度は1966年の連邦民事訴訟規則に規定されたもので次のような特徴がある。
1. 被害者であれば誰でも訴訟を提起することができる[7]。
2. 訴訟の対象となる事案に限定がない[7]。
3. いわゆるクラスに属する被害者は除外の申出をしない限り判決の効力が及ぶ（オプト･アウト型）[7]。

なお、連邦法と異なる準則を州法で定めている州も多い。

## 日本法
日本では2010年現在、厳密な意味でのクラスアクション制度は導入されていない。選定当事者制度が日本版クラスアクションとして紹介されることがあるが、積極的に当事者選定を行った者以外には判決の効力が及ばない点で、大きく異なっている。
かつての消費者団体訴訟制度では損害賠償請求はできなかったことから、少額大量の消費者被害救済には現行法は不十分であるとの指摘があった。日本弁護士連合会ではこの点の改善を求めるべく、米国におけるクラスアクション制度の現地調査などを行った。
2013年末には消費者裁判手続特例法が国会で成立し、2016年10月1日から特定適格消費者団体による被害回復の訴訟が可能となった。